# Edward Amadeo
Edward Joaquim Amadeo Swaelen (Rio de Janeiro, 1956) é um economista brasileiro.
Filho do cubano Joaquim Jacinto Amadeo y Perez, fundador da primeira fábrica de bebidas Bacardi no Brasil, e da belga Elisabete E. L. Swaelen de Amadeo, é Phd em economia pela Universidade Harvard e foi ministro do Trabalho no governo Fernando Henrique Cardoso, de 7 de abril de 1998 a 1 de janeiro de 1999. Posteriormente ocupou o cargo de Secretário de Política Econômica do Ministério da Fazenda, de 30 de março de 1999 a 28 de junho de 2001.